# Junge Helden
Junge Helden e. V. ist ein 2003 gegründeter gemeinnütziger Verein, der sich dem Thema der Organspende im deutschsprachigen Raum widmet, indem er Aufklärungsarbeit dazu leistet. Besonders junge Menschen von 18 bis 30 Jahren sollen von den Vereinsaktivitäten angesprochen werden.

## Geschichte
Die Vereinsgründerin Claudia Kotter benötigte selbst eine Spenderlunge und beschloss, während sie darauf wartete, aktiv etwas gegen die niedrige Zahl der Organspenden in Deutschland zu unternehmen. Deshalb rief sie mit Freunden im Jahr 2003 den Verein Junge Helden ins Leben.
Im Mittelpunkt der Vereinsarbeit, die durch Freiwillige verrichtet wird, steht das Ziel, Informationen zur Organspende weiterzugeben und besonders junge Menschen so in die Lage zu versetzen, dazu eine eigene Entscheidung zu treffen. Als „Junger Held“ sei dabei jede Person zu bezeichnen, die sich traue und sich die Zeit nehme, über dieses Thema nachzudenken und dazu eine persönliche Entscheidung zu finden, wie der Verein auf der Spendenplattform betterplace schreibt. Neben dem Engagement vieler Freiwilliger tragen prominente Unterstützer sowie private Spenden den Verein.
Im Januar 2025 formulierte der Verein Junge Helden eine Stellungnahme zu einer öffentlichen Anhörung des Ausschusses für Gesundheit des Deutschen Bundestages, dessen Thema die Änderung des Transplantationsgesetzes war. In dem Schreiben wurde betont, dass es wichtig sei, in Deutschland die sogenannte Widerspruchsregelung einzuführen, die in vielen europäischen Ländern gilt, um klare Richtlinien für diejenigen Angehörige zu schaffen, denen der Wille der Verstorbenen in Bezug auf eine Organspende unbekannt ist. Die Widerspruchsregelung erhöht die Anzahl von Spenderorganen signifikant, da nur von einer Organentnahme abgesehen wird, wenn Verstorbene sich vor ihrem Ableben ausdrücklich dagegen entschieden haben.

## Aktivitäten

### Opt.Ink
Im Januar 2023 rief der Verein die Kampagne Opt.Ink ins Leben, bei der man sich ein Tattoo stechen lässt, mit dem man die Zustimmung zur Organspende ausdrücken möchte. Die Tätowierung besteht aus einem Halbkreis, der sich mit einer anderen Hälfte zu einem Ganzen verbindet und so das Geschenk des Lebens, die Organspende, symbolisiert. Das von dem Tattoo-Künstler Gara für diese Kampagne entworfene Zeichen enthält die Buchstaben O und D und ähnelt so einer Abkürzung für das englische Wort Organ Donor (Organspender). Deutschlandweit schlossen sich zahlreiche Tattoo-Studios der Kampagne an und bieten das Tätowieren dieses Symbols teilweise kostenlos oder zum Materialkostenpreis an. Im Mai 2024 wurde in Zusammenarbeit mit dem Patientenbeauftragen der Bundesregierung Stefan Schwartze (SPD) im Bundestag eine Informationsveranstaltung abgehalten, in deren Verlauf sich Abgeordnete ein solches Tattoo stechen lassen konnten, um damit zu bezeugen, dass sie einen Organspendeausweis besitzen und sich mit der Spende einverstanden erklären. 18 Abgeordnete nahmen dieses Angebot an. Bis 2024 beteiligten sich rund 700 Tattoo-Studios an der Aktion, die 7500 Tattoos stachen. Jedoch hat das Tattoo allein noch keine Rechtsverbindlichkeit, dient aber im Umkreis der Tätowierten zur Anregung der Diskussion über dieses Thema.

### Kooperationsprojekte mit KiO e.V.
Mit dem Ziel, über die Organspende aufzuklären und auftretende Fragen zu diesem Thema zu beantworten, organisiert Junge Helden in Zusammenarbeit mit dem KiO e. V. (Verein Kinderhilfe für Organtransplantation – Sportler für Organspende e. V.) Besuche von Vereinsmitgliedern bei Veranstaltungen, auf denen über dieses sensible Thema informiert werden soll. In der gemeinsamen Initiative „Lebenskreis“ ehren die Jungen Helden mit dem KiO-Verein diejenigen, die sich nach dem Ableben eines Angehörigen für eine Spende entschieden und durch diesen Schritt anderen das Leben retteten.

### Life Saving Wallpapers
Um den Willen zur Organspende zu zeigen, bietet der Verein auf seiner Website auch dafür geschaffene Sperrbildschirmhintergrund-Motive, sogenannte Wallpapers, an. Die Wallpapers zeigen den Organspendeausweis digital und so wird die Bereitschaft des Handybesitzers ausgedrückt, seine Organe zu spenden.

## Auszeichnungen
2023 wurde die Kampagne Opt.Ink mit dem Gerety-Award in Gold ausgezeichnet. Der Preis wird jährlich von einer internationalen Jury für die beste Werbung vergeben, die den „höchsten und reinsten Standard kreativer Spitzenleistungen in der Werbung und Kommunikation auszeichnet“. Gerety Awards wurden erstmals 2019 verliehen. Eine Besonderheit dieser Auszeichnung ist, dass sich die internationale Jury ausschließlich aus weiblichen Mitgliedern zusammensetzt, die in ihrer Bewertung einen weiblichen Blick auf die Werbung widerspiegelt.
Im Jahr 2024 erhielt die Kampagne Opt.Ink den Preis Silver Pencil for Popular Culture Impact von The One Show, einen der renommiertesten Preise der Kreativbranche für Werbung und Design. Vergeben wurde der Preis für die bahnbrechende Idee, Spendenwilligen kostengünstig ein entsprechendes Tattoo stechen zu lassen, um sich als Organspender auszuweisen. Da eine von vier Personen in Deutschland ein Tattoo trage und Opt.Ink diese Tatsache für einen guten Zweck nutze, wurde die Aktion prämiert.